# El Vilar (Castellbell i el Vilar)
El Vilar és un poble del municipi de Castellbell i el Vilar, a la comarca catalana del Bages. És situat a 239 m d'altitud, en un alt replà a l'esquerra del Llobregat, dins el gran meandre que forma el riu des del congost de Castellbell fins al de la Bauma de Castellbell, entre les rieres de Rellinars i de Merà.
Està comunicat per la carretera local BP-1273 amb el Borràs, poble amb el qual està gairebé unit, al sud, i amb la carretera de Rellinars (B-122). L'antic Camí Ral porta al poble del Burés, al nord-oest.
El petit poble del Vilar tenia 49 habitants censats el 2006. Celebra la festa major el 31 d'agost.
Al Vilar hi destaca l'església de Santa Maria, del segle xvii, amb un campanar de disseny romàntic. A l'est del poble hi ha el cementiri municipal.

## Història
El lloc del Vilar és conegut documentalment des del 1047. El seu topònim deriva segurament d'un vilar, agrupació de cases o territori poblat al voltant d'un gran mas d'explotació agrària, sorgit en aquest indret a la fi del segle ix o al següent; o, potser també, d'una antiga vil·la romana. A la segona meitat del segle xix, l'antiga església sufragània de Santa Maria del Vilar es va independitzar de Castellbell i el poble va adquirir importància a partir de l'obertura del ferrocarril de Barcelona a Saragossa el 1859, que va establir justament al Vilar l'estació dita de Monistrol, a l'indret que actualment no és més que un raval del Borràs. Des d'aleshores, al peu del turó i vora el riu, van sorgir les colònies tèxtils de la Bauma, el Borràs i el Burés que aprofitaven la força del riu per a les seves fàbriques. El 1961, la parròquia del Vilar fou transferida al Borràs.

## Celebracions
- 11 i 12 de maig: Els Resistents
- 29 de juny: Festival Vilart